# Кирчів Павло Олексійович
Павло Олексійович Кирчів (псевдоніми та криптоніми — Маланич, Перчик Віц-Вичоса, Глум, Колиоко, К-в, П., Мал… ч та ін.; *16 березня 1862, село Корчин, нині Сколівського району Львівської області — †12 червня 1916, село Курники, поблизу міста Яворова, нині Львівської області) — український письменник, педагог, громадський і культурний діяч. Брат Богдана Олексійовича Кирчева.

## Біографія
1885 року закінчив Львівську учительську семінарію. За національні погляди зазнав гонінь австрійської влади.
Друкувався в українській періодиці 80-х років XIX — початку XX століття. 1888 року редагував газету «Буковина».
Автор ліричних віршів. Збірку сатиричних оповідань «Будяки» (1890) заборонила цензура. Писав також літературно-критичні статті, перекладав з польської, норвезької, німецької та інших мов.
Рукописний архів Кирчева зберігається в Інституті літератури імені Тараса Шевченка НАН України та у Львівській науковій бібліотеці імені Василя Стефаника НАН України у Львові.